# 金慧
金 慧（きむ へい、英: Kim Hae、1980年 - ）は、日本の政治哲学者。中央大学商学部准教授。

## 人物
早稲田大学大学院政治学研究科博士後期課程単位取得退学。「判断力と公開性を中心とするカントの政治理論の研究」で博士（政治学）。2009年早稲田大学政治経済学術院助手、2012年日本学術振興会特別研究員、2013年千葉大学教育学部助教を経て、2016年から千葉大学教育学部准教授。2023年4月より現職。

専門は哲学、政治思想史、政治理論。特にカントの政治哲学。
「カント哲学における言論の自由」で第４回(2014年度)社会思想史学会研究奨励賞。
千葉大学では、社会の思想、哲学特講Ⅰ、哲学特講Ⅱ、哲学演習、社会科教材研究Ⅵ、小学校社会、教職実践演習などを担当し、政治哲学、政治思想、政治理論を中心に多様な分野を講じている。
千葉大学大学院では、社会思想史演習、社会思想史研究などを担当。

## 著書

### 単著
- 『カントの政治哲学――自律・言論・移行』(勁草書房、2017年)

### 共著
- (鈴村興太郎・須賀晃一・河野勝)『復興政策をめぐる《正》と《善》――震災復興の政治経済学を求めて①』(早稲田大学出版部、2012年)

### 訳書
- ハンナ・アーレント『アイヒマン論争――ユダヤ論集 2』齋藤純一・山田正行・矢野久美子・大島かおり共訳(みすず書房、2013年)
- ハーバーマス『後期資本主義における正統化の問題』山田正行共訳(岩波書店、2018年)

## 論文

### 雑誌論文
- 「カントとアーレントの判断力論における構想力の機能と限界」『政治思想研究』8号（2008年）
- 「判断力をめぐるカントとアーレントの差異――「反省」概念を手がかりに」『早稲田政治公法研究』88号（2008年）
- 「みずからを尊重するということ――カントとロールズにおける自己尊重と自己評価」『思想』1033号（2010年）
- 「アーレントにおける「ゆるし」の概念をめぐって」『理想』690号（2013年）
- 「カント哲学における言論の自由」『社会思想史研究』38号（2014年）
- 「政治的自律における切断と接続」『相関社会科学』25号（2015年）
- 「熱狂と理性 : カント哲学における観衆の公共圏の位置づけをめぐって」『政治思想研究』20号（2020年）

### 単行本所収論文
- 「カントにおける応答と公開性」齋藤純一編『公共性をめぐる政治思想』（おうふう、2010年）
- 「自律と所有――自己尊重の社会的基盤をめぐって」須賀晃一、齋藤純一編『政治経済学の規範理論』（勁草書房、2011年）
- 「カント――移行をめぐる三つの議論」犬塚元編『岩波講座　政治哲学2――啓蒙・改革・革命』（岩波書店、2014年）
- 「植民地主義と不正義――カント：世界市民法の構想」姜尚中・齋藤純一編『逆光の政治哲学――不正義から問い返す』（法律文化社、2016年）

### 書評等
- 「書評 共和制の理念 : イマヌエル・カントと一八世紀末プロイセンの「理論と実践」論争[網谷壮介著]」『社会思想史研究 : 社会思想史学会年報』43号（2019年）
- 「書評会ノート：斎藤拓也『カントにおける倫理と政治：思考様式・市民社会・共和制』（晃洋書房、2019 年）をめぐって」『メディア・コミュニケーション研究』74号（2021年）